# ボルドグフーシュ
ボルドグフーシュ（欧字名:Boldog Hos、2019年3月23日 - ）は、日本の競走馬。2022年の菊花賞2着、有馬記念2着などの実績がある。
馬名の意味は、ハンガリー語で「幸せな英雄」。

## 戦績

### 2歳（2021年）
10月9日に阪神競馬場で行われた2歳新馬戦で、小沢大仁を鞍上にデビュー。11番人気で迎えたレースでは、アートハウスの6着に敗れた。
続く10月31日の2歳未勝利戦では新たに松田大作とコンビを組み、5番人気に推された。レースでは後方追走からの直線一気を決め、前を行く1番人気のショウナンアデイブをとらえ2馬身半差つけて快勝した。12月11日のエリカ賞ではサトノヘリオスの7着に敗れ、2歳シーズンを終えた。

### 3歳（2022年）
3歳初戦として、1月5日に中京競馬場で行われた3歳1勝クラスに出走。6番人気で迎えたレースでは、3着に敗れた。
続いて3月12日に阪神競馬場で行われたゆきやなぎ賞（1勝クラス）に出走。2番人気で迎えたレースでは8頭立ての最後方で脚を溜め、直線で各馬を差し切り先に抜け出した3番人気ディライトバローズに1馬身1/4差をつけ優勝。未勝利戦以来となる2勝目を挙げた。
5月7日に中京競馬場で行われた京都新聞杯（GII）に出走。5番人気で迎えたレースでは12頭立ての最後方を追走。最後の直線ではメンバー最速となる上がり3F35秒0の脚を使うも、当時の日本レコードである2分9秒5のタイムで勝ったアスクワイルドモアの3着に敗れた。
続いて6月5日に中京競馬場で行われた一宮特別（2勝クラス）に出走。新たに鞍上に松山弘平を迎え、単勝オッズ1.2倍の圧倒的1番人気に推された。レースでは後方から直線一気を決め、逃げていた2番人気のタガノカイを捉え2馬身差つけて快勝。3勝目を挙げた。
9月25日に中京競馬場で行われた神戸新聞杯（GII）に出走。新コンビとなる吉田隼人を鞍上に、4番人気に推された。レースでは、これまで同様に後方から末脚を生かすレース。後方2、3番手から進んで3、4コーナーの中間地点あたりから動き始めた。直線は大外から脚を伸ばしたが、内めを通った馬が伸びる時計の速い馬場コンディションも影響したかジャスティンパレスから4馬身離された3着に敗れた。ただ陣営が「成長速度が遅いし、長い距離も合うと思うから2歳の時から調教師とは菊花賞を目標にしよう、って言っていたので。何とか権利を獲らないと」と話していた、菊花賞の優先出走権は確保した。
10月23日に阪神競馬場で行われたクラシック最終戦である、菊花賞（GI）に出走。前走から続いて吉田隼人が騎乗し、7番人気に推された。レースでは課題であるスタートを決め、道中は中団やや後ろを追走。3コーナーで前が空き一気に仕掛けると、メンバー最速となる上がり3F36秒3の脚で猛追。しかし早めに抜け出した2番人気のアスクビクターモアを、ハナ差捉えきれずに2着に敗れた。鞍上の吉田は、「大きなハナ差でした。リズム良くのイメージ、3角で開けた時に一気に追い上げていったけど4角では勝ち馬にセーフティーリードを取られた。それでも良く追い上げてあそこまで来ました。悔しい結果でしたけど、馬を褒めてあげたいですね」と振り返った。管理する宮本博は2017年のクリンチャー以来の菊花賞出走で当時も今回も2着。29度目のJRA・G1挑戦で初勝利はならなかった。宮本は「神様はまだ僕にG1を獲るなということなのかな。いい状態で出せましたし、よく走っています」と悔しさを浮かべた。なお2周目の4コーナー手前で外に斜行したことについて、鞍上の吉田には過怠金5万円が課された。
次走として、調教師試験に合格し2023年2月末に騎手を引退する福永祐一との新コンビで、有馬記念（GI）に挑むことが発表された。12月22日に行われた公開枠順抽選会では10頭目の抽選となり、騎手として最後の有馬記念となる福永が「"福永ファイナル"ということで」とFを選択。2枠3番を引き当て手を叩いた。福永は「15番が残っていたので気にしていたんですけど、見ないようにしていました。いい枠が引けました」と語った。
12月25日に、予定通り有馬記念に出走。6番人気で迎えたレースでは、スタートを決めるも後方2番手を追走。最終3角から一気にポジションを上げた。直線入り口でこの年の年度代表馬であるイクイノックスに並びかけたが、坂の途中で突き放され2着に敗れた。惜しくも八大競走完全制覇とはならなかった鞍上の福永は「ゲートはおとなしかったが、出てからが遅い。そこは今後の成長待ち」と分析。その上で「3角から捲って、いい競馬はできた。勝ち馬は強かったが3着は離した。来年は主役を張れる」とエールを送った。管理する宮本は「直線は力が入った。本当にいい騎乗をしてくれた。できれば最後に勝たせてあげたかったけど勝った馬が強すぎたね。福永君には"チャンピオンになれる馬"と言ってもらえた。来年の楽しみが増えました」と語った。

### 4歳（2023年）
明け4歳の初戦には阪神大賞典を選択し、新たに川田将雅を鞍上に迎えた。レースでは6番手のインを追走し、3角でスパート。直線の入口では前に並びかけるも、ジャスティンパレスに内から楽に交わされる。外から追い上げたブレークアップ、逃げ粘ったアフリカンゴールドとの2着争いは制したが、ジャスティンパレスには1.3/4馬身差をつけられた。これで3戦連続の2着となったが、鞍上の川田は 「とてもいい内容で走れましたし、いい前哨戦になったと思います。」とコメントした。
続いて、天皇賞・春に出走。川田とのコンビを継続した。レースでは後方を追走、正面スタンド前から徐々に位置を上げ、直線に入る時には先頭と3馬身差程度まで追い上げていたが、そこから失速。結果6着に終わり、2歳12月のエリカ賞以来1年4ヶ月ぶりに3着内を外した。鞍上の川田は 「前半は馬のリズムに任せて、4コーナーからは勝ち馬の真後ろから直線どれだけ動いてくれるかというところでしたが、最後まで動いてくれて、精一杯の走りでした」とコメントした。
その後は宮城県の山元トレーニングセンターで休養に入っていたが、7月21日に右前脚に腱周囲炎を発症していることが馬主の社台レースホースから発表され、北海道の社台ファームに移動した。その後はウォーキングマシンなどを用いてケアを行い、幹部の腫れの改善も見られていたが、9月22日に大事を取って年内は休養することが発表された。

## 競走成績
以下の内容は、JBISサーチおよびnetkeiba.comの情報に基づく。
| 競走日     | 競馬場 | 競走名       | 格   | 距離（馬場）  | 頭 数 | 枠 番 | 馬 番 | オッズ （人気） | 着順 | タイム （上り3F） | 着差 | 騎手      | 斤量 [kg] | 1着馬（2着馬）         | 馬体重 [kg] |
| ---------- | ------ | ------------ | ---- | ------------- | ----- | ----- | ----- | --------------- | ---- | ----------------- | ---- | --------- | --------- | ---------------------- | ----------- |
| 2021.10.09 | 阪神   | 2歳新馬      |      | 芝2000m（良） | 12    | 6     | 7     | 099.8（11人）   | 06着 | R2:04.1（34.5）   | -1.3 | 0小沢大仁 | 52        | アートハウス           | 496         |
| 0000.10.31 | 阪神   | 2歳未勝利    |      | 芝2000m（良） | 12    | 4     | 4     | 024.40（5人）   | 01着 | R2:02.0（34.3）   | -0.4 | 0松田大作 | 55        | （ショウナンアデイブ） | 496         |
| 0000.12.11 | 阪神   | エリカ賞     | 1勝  | 芝2000m（良） | 11    | 8     | 11    | 013.00（6人）   | 07着 | R2:00.7（36.2）   | -1.0 | 0松田大作 | 55        | サトノヘリオス         | 486         |
| 2022.01.05 | 中京   | 3歳1勝クラス |      | 芝2000m（良） | 10    | 7     | 8     | 019.30（6人）   | 03着 | R2:00.2（35.8）   | -0.1 | 0松田大作 | 56        | グランディア           | 488         |
| 0000.03.12 | 阪神   | ゆきやなぎ賞 | 1勝  | 芝2400m（良） | 8     | 5     | 5     | 003.60（2人）   | 01着 | R2:27.1（33.3）   | -0.2 | 0松田大作 | 56        | （ディライトバローズ） | 488         |
| 0000.05.07 | 中京   | 京都新聞杯   | GII  | 芝2200m（良） | 12    | 7     | 9     | 010.40（5人）   | 03着 | R2:09.8（35.0）   | -0.3 | 0松田大作 | 56        | アスクワイルドモア     | 484         |
| 0000.06.05 | 中京   | 一宮特別     | 2勝  | 芝2200m（良） | 8     | 7     | 7     | 001.20（1人）   | 01着 | R2:11.6（34.8）   | -0.3 | 0松山弘平 | 53        | （タガノカイ）         | 490         |
| 0000.09.25 | 中京   | 神戸新聞杯   | GII  | 芝2200m（良） | 17    | 1     | 2     | 008.30（4人）   | 03着 | R2:11.8（34.3）   | -0.7 | 0吉田隼人 | 56        | ジャスティンパレス     | 496         |
| 0000.10.23 | 阪神   | 菊花賞       | GI   | 芝3000m（良） | 18    | 2     | 4     | 011.50（7人）   | 02着 | R3:02.4（36.3）   | -0.0 | 0吉田隼人 | 57        | アスクビクターモア     | 496         |
| 0000.12.25 | 中山   | 有馬記念     | GI   | 芝2500m（良） | 16    | 2     | 3     | 014.10（6人）   | 02着 | R2:32.8（35.2）   | -0.4 | 0福永祐一 | 55        | イクイノックス         | 498         |
| 2023.03.19 | 阪神   | 阪神大賞典   | GII  | 芝3000m（良） | 14    | 1     | 1     | 001.60（1人）   | 02着 | R3:06.4（34.4）   | -0.3 | 0川田将雅 | 56        | ジャスティンパレス     | 500         |
| 0000.04.30 | 京都   | 天皇賞（春） | GI   | 芝3200m（稍） | 17    | 7     | 13    | 006.70（3人）   | 06着 | R3:17.3（35.9）   | -1.2 | 0川田将雅 | 58        | ジャスティンパレス     | 500         |
| 2024.11.30 | 京都   | チャレンジC  | GIII | 芝2000m（良） | 15    | 7     | 12    | 006.00（2人）   | 04着 | R1:59.1（35.8）   | -0.9 | 0松山弘平 | 57        | ラヴェル               | 516         |
| 2025.01.26 | 中山   | AJCC         | GII  | 芝2200m（良） | 18    | 2     | 4     | 008.20（4人）   | 04着 | R2:12.6（36.1）   | -0.5 | 0内田博幸 | 57        | ダノンデサイル         | 506         |
| 0000.04.06 | 阪神   | 大阪杯       | GI   | 芝2000m（良） | 15    | 1     | 1     | 048.1（12人）   | 08着 | R1:56.8（34.0）   | -0.6 | 0吉田隼人 | 58        | ベラジオオペラ         | 510         |
| 0000.06.15 | 阪神   | 宝塚記念     | GI   | 芝2200m（稍） | 17    | 3     | 6     | 057.5（12人）   | 10着 | R2:12.4（36.2）   | -1.3 | 0内田博幸 | 58        | メイショウタバル       | 504         |

- 競走成績は2025年6月15日現在

## 血統表
| ボルドグフーシュの血統                       | ボルドグフーシュの血統                                              | ボルドグフーシュの血統                                              | （血統表の出典）                                                    | （血統表の出典）  |
| 父系                                         | ロベルト系                                                          | ロベルト系                                                          | ロベルト系                                                          | [ § 2 ]           |
| 父 スクリーンヒーロー 栗毛 2004 北海道千歳市 | 父の父*グラスワンダー 栗毛 1995                                     | Silver Hawk                                                         | Roberto                                                             | Roberto           |
| 父 スクリーンヒーロー 栗毛 2004 北海道千歳市 | 父の父*グラスワンダー 栗毛 1995                                     | Silver Hawk                                                         | Gris Vitesse                                                        |                   |
| 父 スクリーンヒーロー 栗毛 2004 北海道千歳市 | 父の父*グラスワンダー 栗毛 1995                                     | Ameriflora                                                          | Danzig                                                              | Danzig            |
| 父 スクリーンヒーロー 栗毛 2004 北海道千歳市 | 父の父*グラスワンダー 栗毛 1995                                     | Ameriflora                                                          | Graceful Touch                                                      |                   |
| 父 スクリーンヒーロー 栗毛 2004 北海道千歳市 | 父の母ランニングヒロイン 鹿毛 1993                                  | *サンデーサイレンス                                                 | Halo                                                                | Halo              |
| 父 スクリーンヒーロー 栗毛 2004 北海道千歳市 | 父の母ランニングヒロイン 鹿毛 1993                                  | *サンデーサイレンス                                                 | Wishing Well                                                        |                   |
| 父 スクリーンヒーロー 栗毛 2004 北海道千歳市 | 父の母ランニングヒロイン 鹿毛 1993                                  | ダイナアクトレス                                                    | *ノーザンテースト                                                   | *ノーザンテースト |
| 父 スクリーンヒーロー 栗毛 2004 北海道千歳市 | 父の母ランニングヒロイン 鹿毛 1993                                  | ダイナアクトレス                                                    | モデルスポート                                                      |                   |
| 母 *ボルドグザグ 芦毛 2009 フランス          | 母の父Layman 栗毛 2002                                              | *サンデーサイレンス                                                 | Halo                                                                | Halo              |
| 母 *ボルドグザグ 芦毛 2009 フランス          | 母の父Layman 栗毛 2002                                              | *サンデーサイレンス                                                 | Wishing Well                                                        |                   |
| 母 *ボルドグザグ 芦毛 2009 フランス          | 母の父Layman 栗毛 2002                                              | *ライール                                                           | Nureyev                                                             | Nureyev           |
| 母 *ボルドグザグ 芦毛 2009 フランス          | 母の父Layman 栗毛 2002                                              | *ライール                                                           | Alydaress                                                           |                   |
| 母 *ボルドグザグ 芦毛 2009 フランス          | 母の母Belga Wood 芦毛 1996                                          | Woodman                                                             | Mr. Prospector                                                      | Mr. Prospector    |
| 母 *ボルドグザグ 芦毛 2009 フランス          | 母の母Belga Wood 芦毛 1996                                          | Woodman                                                             | *プレイメイト                                                       |                   |
| 母 *ボルドグザグ 芦毛 2009 フランス          | 母の母Belga Wood 芦毛 1996                                          | Madame Belga                                                        | Al Nasr                                                             | Al Nasr           |
| 母 *ボルドグザグ 芦毛 2009 フランス          | 母の母Belga Wood 芦毛 1996                                          | Madame Belga                                                        | Belga                                                               |                   |
| 母系(F-No.)                                  | ボルドグザグ(FR)系(FN:16-b)                                         | ボルドグザグ(FR)系(FN:16-b)                                         | ボルドグザグ(FR)系(FN:16-b)                                         | [ § 3 ]           |
| 5代内の近親交配                              | サンデーサイレンス 3×3, Hail to Reason 5･5×5, Northern Dancer 5･5×5 | サンデーサイレンス 3×3, Hail to Reason 5･5×5, Northern Dancer 5･5×5 | サンデーサイレンス 3×3, Hail to Reason 5･5×5, Northern Dancer 5･5×5 | [ § 4 ]           |
| 出典                                         | 1. 2. 3. 4.                                                         | 1. 2. 3. 4.                                                         | 1. 2. 3. 4.                                                         | 1. 2. 3. 4.       |

- 母ボルドグザグは2011年のレゼルヴォワール賞（仏G2）勝ち馬。
- 近親に2004年の中山グランドジャンプ（J・GI）、中山大障害（J・GI）勝ち馬のブランディスがいる。